# Инхоквари
Инхоквари (хварш. — Инхъо) — село в Цумадинском районе Дагестана Российской Федерации. Административный центр сельского поселения Инхокваринский сельсовет.
Основными традициями являются: Земледелие и канатоходство.

## Географическое положение
Расположено на правом берегу реки Хварши, в 16 км к юго-западу от районного центра — села Агвали.

## Население
| 1869 | 1888 | 1895 | 1926 | 1939 | 1970 | 1989 |
| ---- | ---- | ---- | ---- | ---- | ---- | ---- |
| 241  | ↗292 | ↗319 | ↘238 | ↘211 | ↘140 | ↗171 |
| 2002 | 2003 | 2004 | 2007 | 2010 | 2021 |      |
| ↗222 | →222 | ↗281 | ↗324 | ↘254 | ↗303 |      |

Село населено хваршинами.

## Известные уроженцы
- Магомедова Сабигат Усмановна — Народная поэтесса Дагестанской АССР.
- Гайдарбеков, Ихаку Гайдарбекович — чемпион Европы по вольной борьбе.